# Кордильєра-Оксиденталь (Колумбія)
Кордильєра-Оксиденталь (ісп. Cordillera Occidental — «Західний хребет») — одна з трьох великих гілок, на які розпадаються Анди на території Колумбії (інші: Кордильєра-Сентраль і Кордильєра-Орієнталь), що простягається з півдня на північ від департамента Нариньйо до департамента Кордоба. Найбільша висота хребта — гора Фараллонес-де-Калі висотою 4 100 м над рівнем моря.
Західна частина хребта відноситься переважно до басейну Тихого океану, із головною річкою Сан-Хуан, тоді як східна частина належить до басейну річки Каука басейну Карибського моря. Північна частина також належить до басейну Карибського моря, із річками Атрато і Сіну. Від прибережного хребта Баудо Кордильєру-Оксиденталь відділяє річка Атрато. Також крізь хребет протікає річка Патія, що стікає з Колумбійського масиву.
На території гірського хребта розташовані чотири національних парки: Пармійо, Лас-Оркідеас, Фараллонес-де-Калі і Мунчіке.
| Колумбія | Це незавершена стаття з географії Колумбії. Ви можете допомогти проєкту, виправивши або дописавши її. |